# Ивонин, Иван Павлович
Иван Павлович Иво́нин (1907—1993) — советский хозяйственный деятель.

## Биография
Член ВКП(б) с 1932 года. Делегат XXI съезда КПСС от Львовской области.
- 1947—1951 — начальник комбината «Ростовуголь».
- 1952—1954 — начальник комбината «Ворошиловградуголь».
- 1954 — заместитель Министра угольной промышленности Украины.[2]
- 27.9.1952—17.1.1956 — член ЦК КП(б) Украины.
- 1959—26.12.1962 — председатель СНХ Львовского экономического административного района.
- 19.2.1960—15.3.1966 — кандидат в члены ЦК КП Украины, председатель Государственного комитета по надзору за безопасным ведением работ в промышленности и горному надзору при СМ УССР.

## Награды и премии
- 27 августа 1948 года в СССР был впервые отмечен праздник — День шахтёра, учрежденный правительством. В день этого первого праздника был опубликован Указ Президиума Верховного Совета СССР о присвоении звания Героя Социалистического Труда с вручением ордена Ленина и золотой медали «Серп и Молот» за трудовую доблесть, проявленную при восстановлении угольных шахт — начальнику комбината «Ростовуголь» Ивану Павловичу Ивонину.
- три ордена Ленина (1.1.1948; 28.8.1948; 28.10.1949)
- три ордена Трудового Красного Знамени (4.9.1948; 26.4.1957; 29.6.1966)
- орден «Знак Почёта» (14.4.1942)
- медали
- Сталинская премия второй степени (1951) — за коренные усовершенствования методов добычи угля на шахтах треста «Несветайантрацит» комбината «Ростовуголь» и организацию работ в лавах по графику 1 цикл в сутки